# Купцов, Василий Николаевич
Василий Николаевич Купцов (16 февраля 1952 — 25 декабря 2023) — советский деятель органов охраны общественного порядка, начальник Московского уголовного розыска (1994—1996), генерал-майор милиции (1995).

## Биография
Родился в многодетной крестьянской семье Николая Васильевича Купцова (1911 — ?), участника Великой Отечественной войны, и Варвары Дмитриевны Купцовой (1914 — ?). Окончил среднюю школу в 1969 и поступил в СПТУ в городе Беднодемьяновске по специальности «автослесарь». В мае 1970 призван на срочную воинскую службу в войска противовоздушной обороны. С 1972 до 1974 становится стажёром и затем работает водителем троллейбуса в столице.
С 1974 служит в милиции: в патрульно-постовой службе 25-го отделения, несколько месяцев стоял на посту, затем был старшим в экипаже подвижной милицейской группы. В 1978 окончил Московскую специальную среднюю школу милиции. В 1976 становится инспектором уголовного розыска. С 1980 в МУРе, где вскоре становится старшим инспектором отдела по особо важным делам. Поступил на заочное обучение в Академию МВД СССР, возглавил 51-е отделение милиции. Получил диплом юриста в 1984, и в 1986 возглавил отдел уголовного розыска УВД Первомайского районного исполнительного комитета, затем стал заместителем начальника управления внутренних дел этого района. С 1990 до 1991 являлся заместителем начальника управления БХСС ГУВД Мосгорисполкома. В 1991 возвращается в МУР на должность заместителя начальника управления уголовного розыска.
С 1994 года — заместитель начальника службы криминальной милиции — начальник Управления уголовного розыска ГУВД Москвы. 21 февраля 1995 года присвоено звание генерал-майора милиции.
В 1996 стал заместителем начальника ГУВД Москвы — начальником службы по исправительным делам и социальной реабилитации, курировал пожарную охрану и следственные изоляторы. В декабре 2000 назначен на должность первого заместителя начальника ГУВД Москвы — начальника службы криминальной милиции.
С 31 декабря 2001 на пенсии. Являлся Председателем Совета ветеранов органов внутренних дел Москвы.
Скончался 25 декабря 2023 года на 72-м году жизни. Похоронен на Троекуровском кладбище Москвы.